# Ekoide Sprachen
Die ekoiden Sprachen (kurz Ekoid) bilden eine Untereinheit der südlichen bantoiden Sprachen, eines Zweiges der Benue-Kongo-Sprachen, die ihrerseits zum Niger-Kongo gehören.
Die acht ekoiden Sprachen werden von rund 250.000 Menschen in Südost-Nigeria und West-Kamerun gesprochen. Die bedeutendste Sprache ist das Ejagham (oder Ekoi) mit 120.000 Sprechern, nach der die Gruppe benannt wird.

## Position des Ekoid innerhalb des Niger-Kongo
- Niger-Kongo > Volta-Kongo > Benue-Kongo > Ost-Benue-Kongo > Bantoid-Cross > Bantoid > Süd-Bantoid > Ekoid

## Einzelsprachen
- Ekoid
  - Ejagham (Ekoi) (120 Tsd.)
  - Ekajuk (30 Tsd.), Nkem-Nkum (35 Tsd.), Nde-Nsele-Nta (20 Tsd.)
  - Abanyom (Bakor) (15 Tsd.), Efutop (10 Tsd.), Ndoe (7 Tsd.), Nnam (3 Tsd.)

Von einigen Forschern wird das südbantoide Mbe (Sprachcode mfo) zu den Ekoid-Sprachen hinzugerechnet.